# Bitagron
Bitagron o Witagron es un pueblo en Surinam, en la zona norte-central del país en el distrito de Sipaliwini.
El mismo se encuentra asentado a orillas del río Coppename en el cruce entre la carretera sur que recorre Surinam en dirección este-oeste desde Paramaribo a Apoera en el oeste de Surinam. Se encuentra a una elevación de 24 metros sobre el nivel del mar.
En idioma local Bitagron significa 'Tierra de mis antepasados'.

## Historia
En 1975-76 se construyó un puente Bailey a través del río para reemplazar el pontón ferry.
En 1987, durante la Guerra Interior de Surinam, Witagron fue parcialmente destruido. Después de la guerra, el pueblo fue reconstruido por Stichting Wederopbouw Witagron con la ayuda de  Programa de las Naciones Unidas para el Desarrollo. El pueblo se encuentra en una ubicación importante, porque es la puerta de entrada a la Reserva Natural de Surinam Central, y cerca de las Cataratas de Raleigh, que son una importante atracción turística.

## Salud
Witagron alberga un Medische Zending centro de salud.